# Pilobolus oedipus
Pilobolus oedipus är en svampart som beskrevs av Mont. 1826. Pilobolus oedipus ingår i släktet slungmögel och familjen Pilobolaceae.   Inga underarter finns listade i Catalogue of Life.
I den svenska databasen Dyntaxa används istället namnet Pilobolus crystallinus för samma taxon.  Arten är reproducerande i Sverige.